# Joanna Cortés
Joanna Cortés (ur. 29 marca 1952 w Warszawie, zm. 29 września 2020 tamże) – polska śpiewaczka operowa.
Absolwentka Państwowej Wyższej Szkoły Muzycznej we Wrocławiu (Wydział Wychowania Muzycznego w 1976 oraz Wydział Wokalno-Aktorski w 1980 w klasie prof. Eugeniusza Sąsiadka). Solistka Teatru Wielkiego w Warszawie a także Opery Wrocławskiej, Teatru Wielkiego w Łodzi, Teatru Wielkiego w Poznaniu i Teatru Muzycznego Roma w Warszawie. Śpiewała również m.in. w National Grand Opera w Nowym Jorku w przedstawieniu Toski pod dyrekcją Antona Coppoli. W 1992 wystąpiła w duecie z Plácido Domingo podczas koncertu Serce dla serc. Aria z Toski w jej wykonaniu była wykorzystana w filmie Deja Vu Juliusza Machulskiego.

## Wybrane partie operowe
- Carmen (Carmen, Bizet)
- Halka (Halka, Moniuszko)
- Lady Makbet (Makbet, Verdi)
- Madame Butterfly (Madame Butterfly, Puccini)
- Małgorzata (Faust, Gounod)
- Matka Joanna (Diabły z Loudun, Penderecki)
- Roksana (Król Roger, Szymanowski)
- Santuzza (Rycerskość wieśniacza, Mascagni)
- Tatiana (Eugeniusz Oniegin, Czajkowski)
- Tosca (Tosca, Puccini)
- Zyglinda (Walkiria, Wagner)

## Wybrane nagrody
- 1988: Srebrny pierścień - nagroda za rolę Abigail w operze Nabucco Verdiego
- 1992: Złota Maska - nagroda łódzkich recenzentów teatralnych za najlepszą rolę kobiecą w sezonie 1991/1992[3] (tytułowa Carmen w operze Bizeta)
- 2010: Brązowy Medal „Zasłużony Kulturze Gloria Artis”
- 2013: Arion - Nagroda Sekcji Teatrów Muzycznych ZASP[4]

## Dyskografia
- 2002: Café ¡Ole! (z Waldemarem Malickim) (Dux)[5]